# Kamjana Jaruha
Kamjana Jaruha (ukrainisch Кам'яна Яруга; russisch Каменная Яруга Kamennaja Jaruga) ist ein Dorf in der ukrainischen Oblast Charkiw mit etwa 2100 Einwohnern (2001).

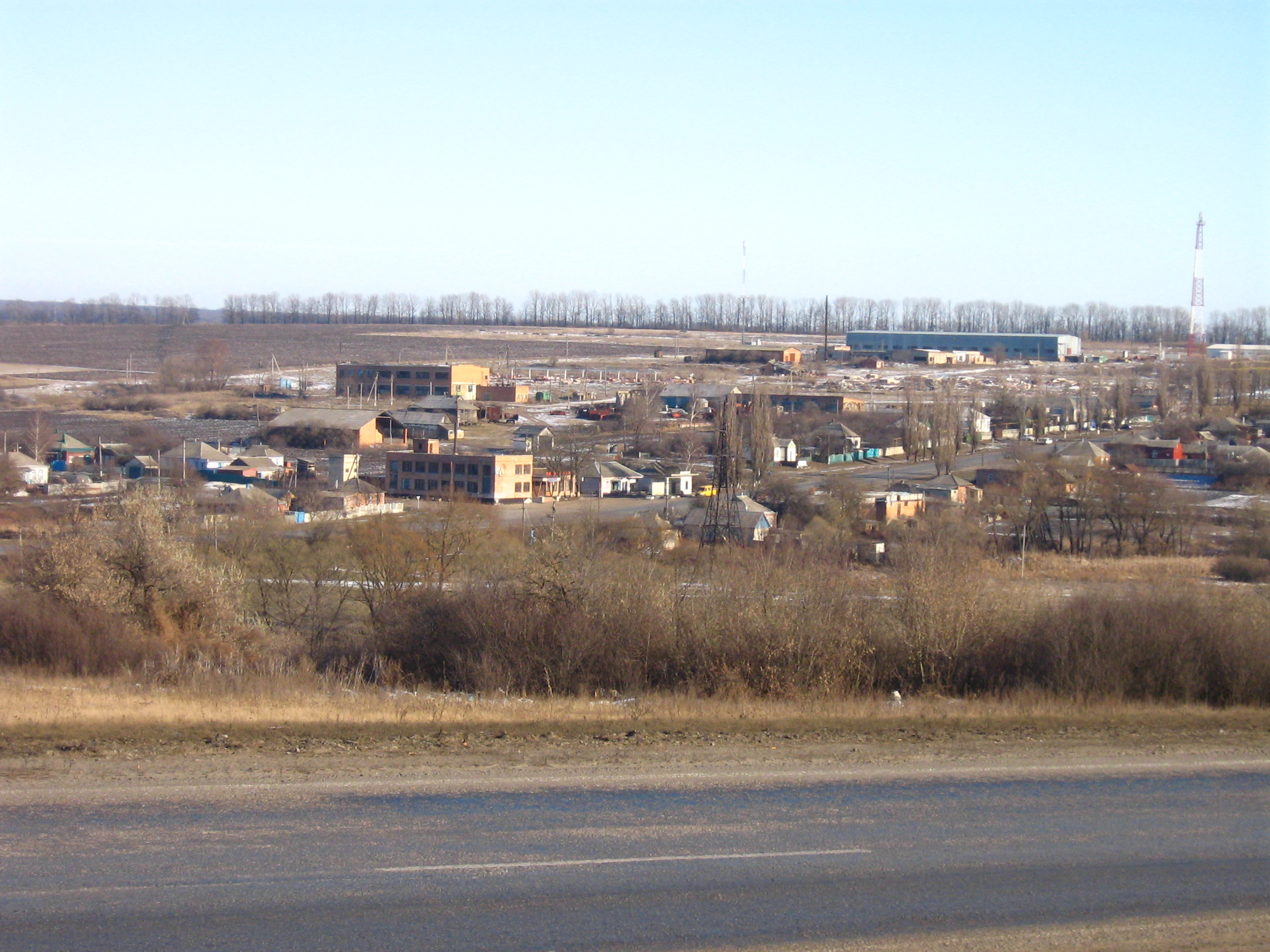
Blick auf den Ort von der Fernstraße M 03

## Geschichte
Die erste Kirche in dem 1647 als Sloboda gegründeten Dorf wurde 1650 errichtet und 1759 erbaute man die Holzkirche St.-Nikolaus. Zu dieser Zeit wurde in Kamjana Jaruha Kalkstein abgebaut, der zur Pflasterung der Straßen in Charkiw diente. Von 1941 bis zum 12. August 1943 war die Ortschaft von der Wehrmacht besetzt. Seit dem 27. September 2000 gibt es im Dorf eine Erdgasleitung und 2011 begannen die Arbeiten zur Straßenbeleuchtung im Dorf. Im März 2016 im Dorf wurde das Denkmal für Sergei Kirow gestürzt.

## Geografische Lage
Kamjana Jaruha liegt im Dneprtiefland (in der Poltawa-Ebene) auf einer Höhe von 160 m bis 180 m an der Quelle des Studenok (Студенок), einem 15 km langen, linken Nebenfluss des Udy, 9 km nordwestlich vom Rajonzentrum Tschuhujiw und 30 km südöstlich vom Oblastzentrum Charkiw.
Im Süden des Dorfes verläuft die Fernstraße M 03 von Charkiw nach Rostow am Don.
Am 12. Juni 2020 wurde das Dorf ein Teil der Stadtgemeinde Tschuhujiw im Rajon Tschuhujiw; bis dahin bildete es die Landratsgemeinde Kamjana Jaruha (Кам'яноярузька сільська рада/Kamjanojaruska silska rada) im Nordwesten des Rajons Tschuhujiw.